# Elektrokardiografia płodowa
Elektrokardiografia płodowa – rejestracja czynności serca płodu metodą bezpośrednią (z elektrody umiejscowionej bezpośrednio na części przodującej płodu) lub w sposób pośredni (z wykorzystaniem elektrod zewnętrznych, umiejscowionych na skórze powłok jamy brzusznej matki).

## Opis badania
Sygnał płodowego EKG uzyskany bezpośrednio z powierzchni ciała płodu jest dobrej jakości. Badanie można przeprowadzić tylko śródporodowo, po odpłynięciu płynu owodniowego oraz przy rozwarciu kanału szyjki na co najmniej dwóch centymetrów. Uzyskuje się czytelny obraz zespołu QRS i załamków P i T. Zapisy analizowane są za pomocą systemów, które automatycznie obliczają wartości istotnych  parametrów, takich jak stosunek T/QRS, zachowanie się linii podstawowej współczynnika T/QRS lub morfologii odcinków ST, których dwufazowy kształt jest objawem niedotlenienia mięśnia sercowego.
Metoda pośrednia jest nieinwazyjna. Jednakże jakość uzyskiwanych sygnałów jest gorsza w porównaniu z metodą bezpośrednią.  Pomiędzy 26. a 36. tygodniem ciąży maź płodowa posiada właściwości izolujące, powodując dodatkowe obniżenie jakości zapisów.